# 戦後恐慌
戦後恐慌（せんごきょうこう）とは、戦争終結後に起こる恐慌である。戦時中の好景気と対比して、反動恐慌（はんどうきょうこう）ともいう。

## 概要
戦争によってもたらされた輸出と内需における好景気（大戦景気）が、終戦にともなって終了し、それに留まらず不景気にまで陥る現象のことを指す。この景気循環は日露戦争後や朝鮮戦争の際にも確認できるが、日本では第一次世界大戦後の1920年に発生した不況を指して「戦後恐慌」と呼ぶことが多い。

## 1920年の戦後恐慌
1918年（大正7年）11月のドイツ国（ドイツ帝国）の敗北により、第一次世界大戦が終結したとき、大戦景気は一時沈静化した。しかし、ヨーロッパの復興が容易でないと当初見込まれ、また、アメリカ合衆国の好景気が持続すると見込まれたこと、さらに、中国（中華民国）への輸出が好調だったことより、景気は再び加熱した。
ヨーロッパからの需要も再び増加して輸出が伸びはじめた1919年（大正8年）後半には金融市場は再び活況を呈し、大戦中を上まわるブーム（大正バブル）となった。このときのブームは、繊維業や電力業が主たる担い手であったが、商品（綿糸・綿布・生糸・米など）・土地・株式などの投機が活発化し、インフレーションが発生している。
1920年（大正9年）3月に起こった戦後恐慌は、第一次世界大戦からの過剰生産が原因である。日本経済は、戦後なおも好景気が続いていたが、ここにいたってヨーロッパ列強が生産市場に完全復帰し、日本の輸出が一転不振となって余剰生産物が大量に発生、株価が半分から3分の1に大暴落した。4月から7月にかけては、株価暴落を受けて銀行の取り付け騒ぎが続出し、169行におよんだ。
大戦景気を通じて日本は債務国から債権国に転じたが、上記のように1919年（大正8年）以降は輸入超過となり、大戦景気で輸出が好調だった綿糸や生糸の相場も1920年（大正9年）には半値以下に暴落して打撃を受けた。これにより、21銀行が休業、紡績・製糸業は操業短縮を余儀なくされた。休業した銀行の多くは地方の小銀行であったが、横浜の生糸商3代目茂木惣兵衛の経営する茂木商店が倒産したため、茂木と取引のあった当時の有力銀行第七十四銀行も連鎖倒産している。
政府の救済措置により恐慌は終息をみたが、大戦中に船成金として羽振りのよかった山本唯三郎、一時は三井物産をうわまわる取引をおこなった神戸の貿易商鈴木商店、銅の値上がりで巨利を得た日立鉱山の久原房之助、高田商会、吉河商事など、大戦時に事業を拡張した事業者の多くが痛手を受け、中小企業の多くが倒産した。
こうした事態に対し、企業経営者の間には粉飾決算で利益があるように見せかけることが横行し、銀行も不良債権を隠匿して利益を計上するケースが多く、これが事態をさらにこじらせた。
これに対し、三井財閥、三菱財閥、住友財閥、安田財閥など財閥系企業や紡績会社大手は手堅い経営で安定した収益をあげ、むしろその地位を向上させ、結果的に独占資本の強大化をもたらした。日本のテロリスト・朝日平吾はこの恐慌で株で大損し、安田財閥の首領・安田善次郎が株を一手に買い占めて2,000万円を儲けたという「噂話」に憤慨し、安田善次郎暗殺を企てたと言われている。
1920年代は、「慢性不況」と称されるほどの長期不況が支配し、大戦期の輸出で花形産業となった鉱山、造船、商事がいずれも停滞し、久原・鈴木は破綻し、重化学工業も欧米製品の再流入で苦境に立たされることとなった。1920年代の「慢性不況」は、大戦時の輸出が主な「大戦景気」と戦争直後の「バブル経済」的なブームのあとにきた反動によるものと把握できる。